# Municipio de Spring Rock
El municipio de Spring Rock (en inglés: Spring Rock Township) es un municipio ubicado en el condado de Clinton en el estado estadounidense de Iowa. En el año 2010 tenía una población de 1182 habitantes y una densidad poblacional de 12,59 personas por km².

## Geografía
El municipio de Spring Rock se encuentra ubicado en las coordenadas 41°48′54″N 90°50′24″O / 41.81500, -90.84000. Según la Oficina del Censo de los Estados Unidos, el municipio tiene una superficie total de 93.89 km², de la cual 93,89 km² corresponden a tierra firme y (0 %) 0 km² es agua.

## Demografía
Según el censo de 2010, había 1182 personas residiendo en el municipio de Spring Rock. La densidad de población era de 12,59 hab./km². De los 1182 habitantes, el municipio de Spring Rock estaba compuesto por el 98,65 % blancos, el 0,17 % eran afroamericanos, el 0,42 % eran amerindios, el 0,08 % eran asiáticos, el 0,17 % eran de otras razas y el 0,51 % eran de una mezcla de razas. Del total de la población el 2,12 % eran hispanos o latinos de cualquier raza.